# Бутяса
Бутяса (рум. Buteasa) — село у повіті Марамуреш в Румунії. Адміністративно підпорядковане місту Шомкута-Маре.
Село розташоване на відстані 388 км на північний захід від Бухареста, 24 км на південь від Бая-Маре, 74 км на північ від Клуж-Напоки.

## Населення
За даними перепису населення 2002 року у селі проживали 418 осіб, усі — румуни. Усі жителі села рідною мовою назвали румунську.